# Frans Van der Borght
Frans Vital Van der Borght (Langdorp, 7 juli 1888 - 25 oktober 1983) was een Belgisch senator.

## Levensloop
Hij was een zoon van Joannes Van der Borght en Angelina Van den Bergh. Hij bleef ongehuwd.
Na lager onderwijs, werd hij landbouwer. In 1921 werd hij verkozen tot gemeenteraadslid van zijn gemeente en werd er onmiddellijk schepen. In 1925 werd hij daarbij ook gemeentelijk ontvanger en in 1926 secretaris van de Commissie voor Openbare Onderstand in Langdorp.
Hij was verder ook schatbewaarder van de kerkfabriek Wolfsdonk, voorzitter van de plaatselijke Boerengilde, ondervoorzitter van de Raiffeisenkas en ondervoorzitter van de arrondissementsbond van Boerengilden.
Na de Tweede Wereldoorlog werd hij in 1946 verkozen tot CVP-senator voor het arrondissement Leuven, werd hij in 1949 provinciaal senator en werd hij in 1950 opnieuw senator voor het arrondissement Leuven, een mandaat dat hij vervulde tot in 1965.